# Provincia di Cercado (Tarija)
Cercado è una provincia della Bolivia il cui capoluogo è Tarija. È situata nella parte occidentale del Dipartimento di Tarija.
Confina con le provincia di Mendez a nord e a ovest, con la provincia di Aviles e con quella di Arce a sud e con quella di O'Connor ad est.
È composta da 1 comune (Tarija), 6 distretti, 29 cantoni.
Nella provincia si trova la località di Tablada de la Tolomosa (situata a una quindicina di chilometri a sud della città di Tarija), nota per l'omonima battaglia combattuta durante la guerra di indipendenza (15 aprile 1817) fra l'esercito realista e i creoli (criollos) insorti contro il dominio spagnolo.

## Geografia antropica

### Suddivisioni amministrative
La provincia è formata dal comune di Tarija